# Hugo Eichhof
Hugo Eichhof (* 20. Oktober 1888 in Ujest, Landkreis Groß Strehlitz; † 3. Juni 1977 in Rosenheim; eigentlich Hugo Gnielczyk) war ein deutscher Lehrer und Heimatkundler.

## Werdegang
Eichhof kam als Sohn des Baumeisters Vinzenz Gnielczyk und der Maria Gnielczyk, geborene Pludzinski, zur Welt. Er besuchte Schulen in Gleiwitz, dann das Lehrerseminar in Ratibor und unterrichtete ab 1910 in Bratsch, Hohndorf und Leobschütz. Daneben war er als Kreisheimatpfleger tätig.
1945 kam er nach Bayern und war als Bezirksschulrat in der Schulaufsicht im Landkreis Kötzting tätig. Während dieser Zeit sammelte er die Sagen des Bayerischen Waldes. Auch des Volksbüchereiwesens und der Erwachsenenbildung nahm er sich an.
1956 zog er nach München, später nach Rosenheim.

## Ehrungen
- 1929/30: Eichendorffpreis
- 1955: Verdienstkreuz am Bande der Bundesrepublik Deutschland